# Maria Isabel de Nápoles e Sicília
Maria Isabel de Nápoles e Sicília (nome completo: Maria Isabel Antônia Pádua Francisca Januária Francisca de Paula Joana Nepomucena Josefina Onesífora ; Portici, 6 de outubro de 1740 – Nápoles, 2 de novembro de 1742), foi uma princesa dos reinos de Nápoles e da Sicília. Era filha do rei Carlos VII de Nápoles & V da Sicília, que futuramente viria a ser rei da Espanha sob o nome de Carlos III, e de Maria Amália da Saxônia. Por falecer antes de seu pai ascender ao trono espanhol, Maria Isabel, nunca deteve o título de infanta da Espanha.

## Biografia

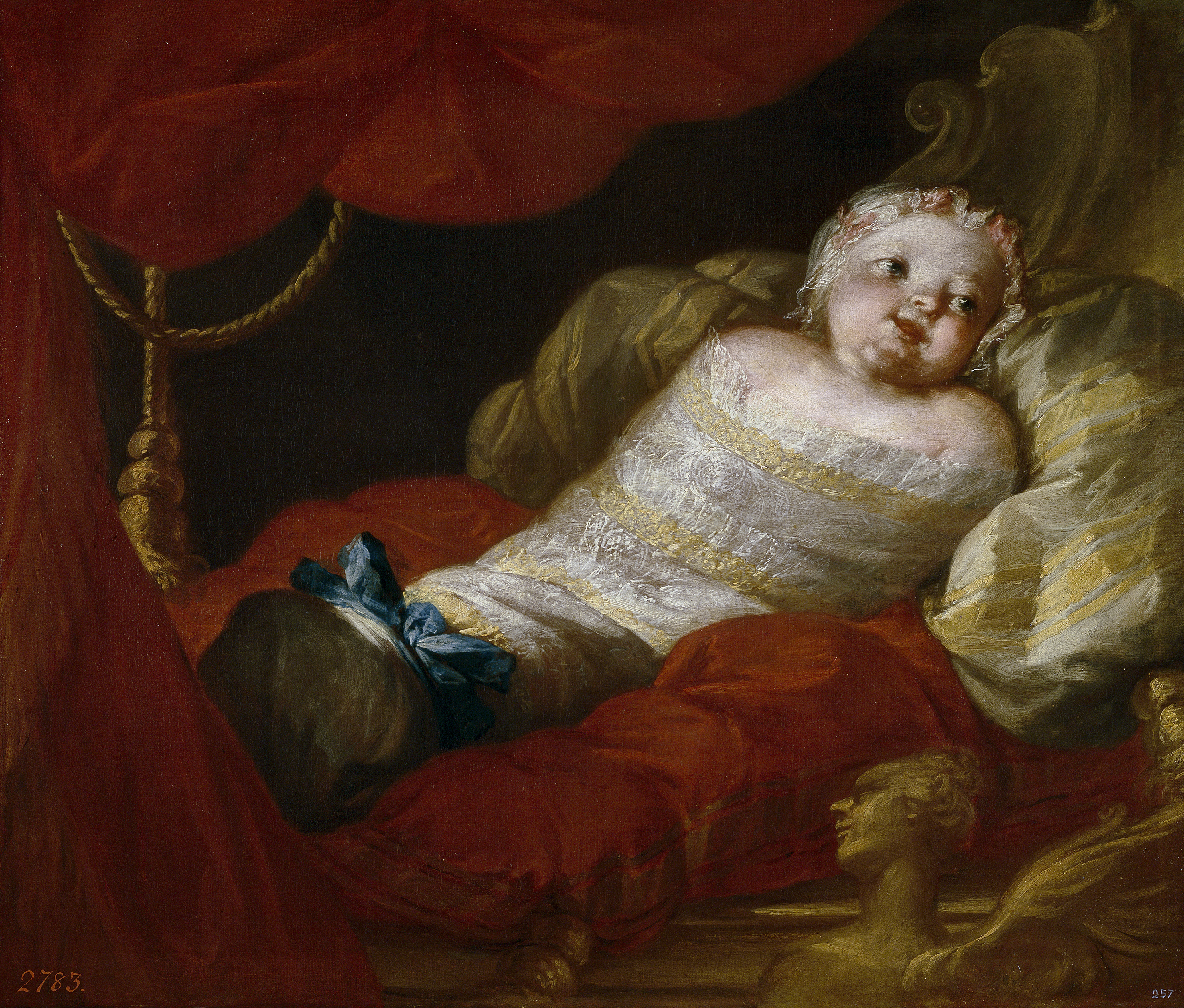
Princesa Maria Isabel em 1741, por Clemente Ruta.

Maria Isabel nasceu no dia 6 de setembro de 1740 em Portici, Nápoles. Era a primogênita do então Rei de Nápoles e Sicília, Carlos VII & V, que anos depois tornou-se o rei Carlos III da Espanha. Seu pai era filho do rei Filipe V da Espanha, neto do rei Luís XIV da França, e de Isabel Farnésio. A mãe de Maria Isabel, a princesa Maria Amália da Saxônia, era filha do rei Augusto III da Polônia e da arquiduquesa Maria Josefa da Áustria, prima da imperatriz Maria Teresa da Áustria.
Ela cresceu na corte napolitana e foi retratada junto a sua prima, Isabel de Parma, por Louis-Michel van Loo na famosa obra A família de Filipe V (1743).
Maria Isabel faleceu em 2 de novembro de 1742 em Nápoles aos dois anos de idade e foi sepultada na Basílica de Santa Clara.